# Savjolovskij-stationen

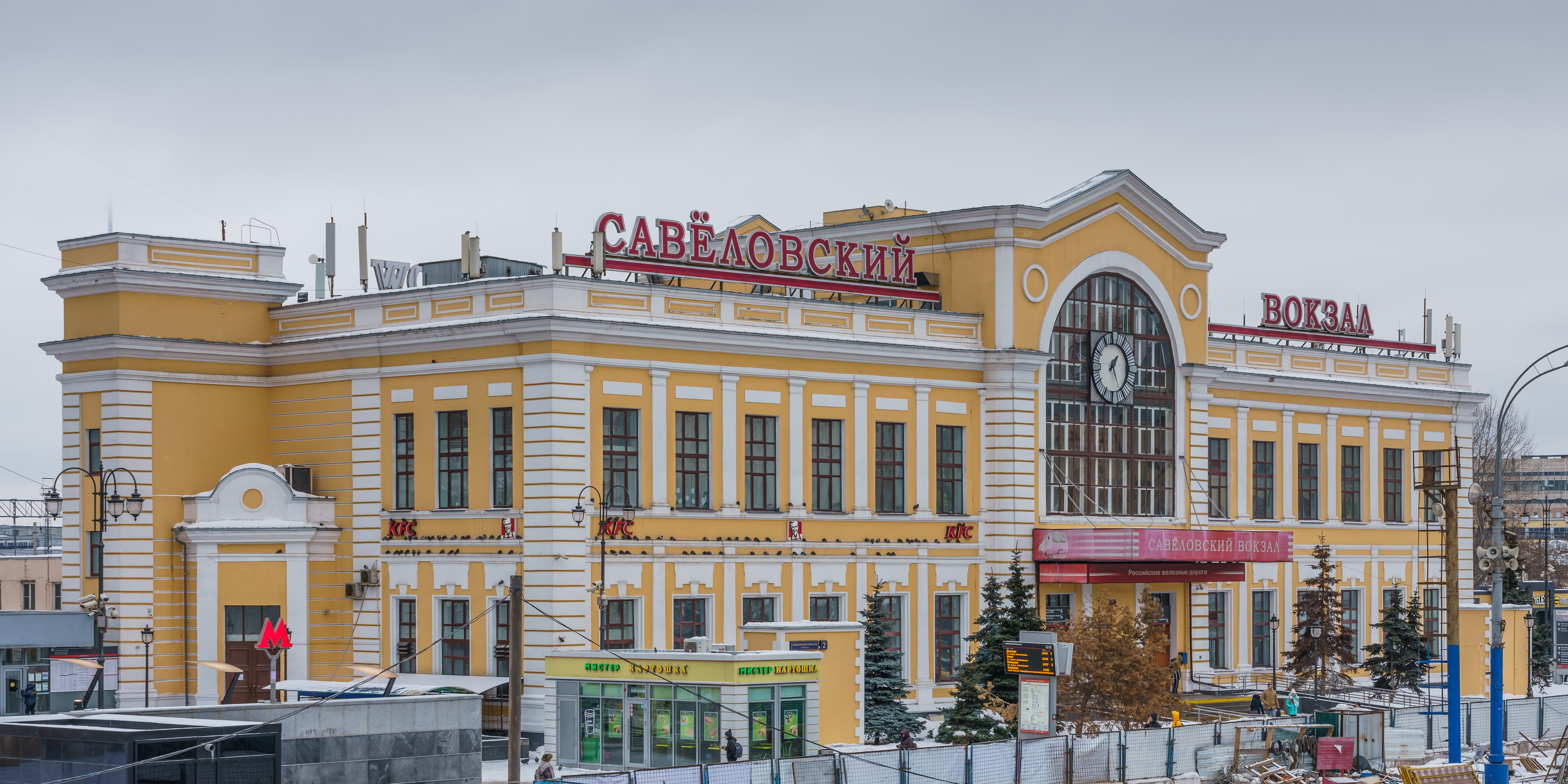
Savjolovskij-stationen

Savjolovskij-stationen (Ryska: Савёловский вокзал, Savjolovskij vokzal) är en av de nio stora järnvägsstationerna i Moskva. Stationen invigdes 1902.
Stationen ligger i distriktet Marina Rosjtja i norra delen av Moskvas centrum, vid tredje ringvägen.
Från Savjolovskij-stationen går idag främst pendeltåg till förstäderna norr om Moskva, exempelvis Dubna och Dmitrov.
Vid stationen finns tunnelbanestationen Savjolovskaja på Serpuchovsko-Timirjazevskaja-linjen.